# الكراهية التي تسببها
الكراهية التي تسببها رواية للكاتبة آنجي توماس. وتغطي هذه الرواية أحداثًا من حياة ستار كارتر، الفتاة الأمريكية من أصل إفريقي والبالغة من العمر 16 عامًا والتي تنخرط في عالم المطالبة بالعدالة الاجتماعية بعدما شهدت مقتل صديق طفولتها برصاص الشرطة. صدرت الرواية في الثامن والعشرين من شهر فبراير 2018 من دار النشر بالزر + براي، وتصدرت الرواية فور إصدارها قائمة النيويورك تايمز لأفضل الكتب مبيعًا في فئة اليافعين حيث بقيت لخمسين اسبوعًا. وحصلت الرواية على الكثير من المراجعات الإيجابية وفازت بعدد من الجوائز. هذه الرواية الأولى لآنجي توماس والتي بنتها على قصة قصيرة كتبتها أثناء دراستها الجامعية إثر مقتل أوسكار جرانت برصاص الشرطة.

## تطويرها وإصدارها
بعد أن هزها حدث إطلاق الشرطة النار على أوسكار جرانت، كتبت آنجي توماس التي كانت لا تزال تدرس في الجامعة وقتها قصة قصيرة كمشروع تخرجها من برنامج الكتابة الإبداعية في جامعة بلهاڤن، وكانت هـذه القصة البذرة التي انطلق منها مشروع الرواية. وأثناء كتابتها للقصة كبر المشروع بسرعة ولكن آنجي ركنته جانبًا بشكل مؤقت بعد التخرج. وقالت متحدثة إلى الصحيفة المحلية في مدينتها «أردت التأكد من أنني لن أقدم على الموضوع بغضب محض وإنما أضمنه بالحب أيضًا.» ولكن مقتل كل من ترايڤون مارتن ومايك براون وتامر رايس وساندرا بلاند أعاد آنجي لتطوير المشروع إلى رواية وأعطتها العنوان المستوحى من الفكرة وراء أغنية توپاك شاكر «حياة المجرم» والتي تنص على إن «الكراهية الذي تلقّنها الرضع تعود لتدمرنا جميًا.» وأسهمت بعض اللحظات، مثل مقتل كل من ألتون ستيرلنج وفيلاندو كاستيل ومايكل براون إضافة إلى الاحتجاجات المنتشرة التي نتجت لمواجهة العنصرية والتعامل الوحشي الذي تتعامل به الشرطة مع الآمريكان السود، في إثراء بعض المواقف المستوحاة في الكتاب.
لم تكن آنجي متأكدة ما إن كانت دور النشر ستهتم بنشر كتاب يحتوي على ما هو مستلهم من حملة "حياة السود مهمة"، لذا تواصلت مع بروكس شيرمان عبر تويتر وهو وكيل أدبي لطلب مشورته في شهر يونيو عام 2015. وفي شهر فبراير عام 2015 اشترى دار النشر بالزر + براي التابع لهارپر كولينز حقوق الرواية في مزاد زايد فيه 13 دار نشر ووقعت اتفاقًا لكتابين مع آنجي. وفي الشهر التالي مباشرة اشترت فوكس 2000 حقوق الفيلم المبني على الرواية.
وصدر الكتاب المؤلف في 464 صفحة في الثامن والعشرين من فبراير عام 2017. وصدر الكتاب الصوتي في نفس اليوم حيث قرأه باهني تورپن الذي اختارته آنجي لقراءة الكتاب. 

## الحبكة
ستار كارتر فتاة أمريكية من أصل إفريقي تبلغ السادسة عشر من العمر وتعيش في الحي الخيالي مرتفعات جاردن ذو الغالبية السود المعوزين، ولكنها تدرس في مدرسة خاصة راقية أكثر طلابها من البيض اسمها ويليامسون التحضيرية.  كانت ستار قد حضرت حفلة في الإجازة الأسبوعية عندما اقتحمتها الشرطة لتفريقها فغادرت ستار الحفلة مع صديق طفولتها خليل في سيارته. وفي الطريق إلى المنزل أوقفهم شرطي أبيض. طلب الشرطي من خليل وهو أصل إفريقي الخروج من السيارة؛ وعندما كان خارج السيارة فتح خليل باب السائق للاطمئنان على ستار. وأطلق الشرطي النار على خليل ثلاث مرات مما تسبب في مقتله.
تصدر موت خليل الأنباء الوطنية، وصور الإعلام خليل على أنه فتى عصابات ومروج مخدرات. وفي الجانب المقابل سلط ضوءًا إيجابيًا على الشرطي الأبيض الذي قتله. وفي البداية بقيت هوية ستار كالشاهدة على الحادثة سرًا لم يعرف به أحد خارج حدود عائلتها إضافة إلى أخيها الصغير سيكاني، مما عنى أن صديقات ستار المقربات هايلي جرانت ومايا يانج وحبيبها الأبيض كريس الذين يدرسون في ويليامسون التحضيرية معًا لم يعرفوا عن صلة ستار بالقصة المتداولة في الأخبار. أثقل إبقاء السر على كاهل ستار إضافة إلى حاجتها للفصل بين نمطي حياتها في ويليامسون ومرتفعات جاردن. وزادت معاناة ستار مع هويتها تعقيدًا بعد أن تركت أمها وظيفتها في عيادة مرتفعات جاردن لتنتقل إلى وظيفة أكثر دخلًا بكثير في مستشفى آخر وانتقال العائلة إلى حي آخر.
توافق ستار على الجلوس مع محققين في مقابلة حول حادثة القتل بعد أن شجعها خالها كارلوس الذي يعمل محققًا بدوره. وكان كارلوس بمثابة الأب لها عندما قضى والدها ماڤرك ثلاث سنوات في السجن إثر انخراطه في بعض أنشطة العصابات. وبعد إطلاق سراحه ترك ماڤرك العصابة وأصبح مالك بقّالة مرتفعات جاردن حيث تعمل ستار وأخوها غير الشقيق سيڤن. السبب الوحيد الذي مكّن ماڤرك من ترك ترك عصابة لوردات الملك هو أنه أقر بارتكاب جريمة على الرغم من براءته ليبقى بذلك رئيس العصابة كينچ خارج السجن. وكينچ الذي يرهبه جميع من بالحي يعيش الآن مع والدة سيڤن وأخته غير الشقيقة كينيا وهي إحدى صديقات ستار.
بعد أن تحكم المحكمة بعدم إدانة الشرطي الأبيض، تنفجر مرتفعات جاردن بمظاهرات السلمية وأعمال شغب. ودفع فشل المحكمة في إدانة الشرطي وتحميله المسؤولية ستار إلى أخذ موقف علني بداية من خلال مقابلة والحديث أثناء المظاهرات التي تصدى لها الشرطة مرتدين بزّات مقاومة الشغب. اعتدادها الزائد بهوية مرتفعات جاردن سبب توترًا زائدًا بين ستار وأصدقائها، ومع حبيها كريس على وجه الخصوص. في نهاية الرواية بدأت كل من ستار ومايا بالتصدي لتعليقات هايلي العنصرية، ويستمر دعم كريس لستار.
تبلغ الرواية ذروتها أثناء الاحتجاجات التي تلت حكم المحكمة. ونجح كل من ستار وكريس وسيڤن وديڤانتي –الفتى الذي يساعده ماڤرك في ترك العصابة عن طريق جعله يعيش مع كارلوس- في حماية دُكان ماڤرك ضد كنج. واتخذ جميع الحي موقفًا ضد كينج وبفضل الشهادة التي قدمها ديڤانتي يعتقل كينج لما يتوقع أن يكون مدة طويلة. ووتعهد ستار على إحياء ذكرى خليل والاستمرار بمحاربتها الظلم.

## التلقي
تصدر الكتاب قائمة نيويورك تايمز لأكثر الكتب مبيعًا في مجال اليافعين حيث بقي لما يزيد عن خمسين أسبوعًا وطبعت منه مئة ألف نسخة في أول شهر بعد صدوره. وحاز الكتاب على شعبية بين القراء ففاز بجائزة جودريدز المعتمدة على تصويت القراء في فئتي اليافعين والكاتب الجديد على الساحة. كما أن النقاد امتدحوا الكتاب على نطاق واسع؛ وكتبت شانون اوزيرني في «جلوب أند ميل»: «تجاهلوا تصنيف اليافعين، يجب لهذا الكتاب أن يكون الكتاب الذي يقرأه الجميع هـذا العام.» وقال إرين كين في «سالون» إن هذه الرواية تناقش موضوعًا «متداولًا وملحًا وضروريًا. وإن لم يكن هذا كافيًا فإن الكتاب ممتع للغاية ويغرق القارئ فيها مباشرة» وفي «كريستيان ساينس مونيتور» كتبت كيتي وارد بيم ايتش «فلتصدقوا الضجة والدعاية: الكراهية التي تسببها، كتاب آنجي توماس الرائع والجريء، وهو أول ما تخرج به من إصدارات، يستحق كل هذه الضجة.» كما حصل الكتاب على تقييمات رائعة من مختلف مدونات مراجعة الكتب بما فيها «بوكليست» وبوليتين مركز كتب الأطفال ومجلة هورن للكتب و«كيركوس» ومدونة المكتبة المدرسية و«ڤويا.»
بعد بقاء عدد كتب الأطفال التي كتبها كتّاب من أصل إفريقي ثابتًا لقرابة العقد، صدر هذا الكتاب في وقت محاولة دور النشر لمعالجة الوضع. وبعد صدور الرواية أصبحت آنجي سفيرة لسعي دور النشر في زيادة عدد كتب اليافعين التي كتبها كتاب من أصل إفريقي.
لكن هذا الكتاب لم ينج من الجدل. وضعته الرابطة الأمريكية للمكتبات على قائمة أكثر الكتب التي واجهت تحديًا عام 2017، «لأنه اعتبر بذيئًا بشكل مبتذل وبسبب استخدام المخدرات والألفاظ النابية واللغة المسيئة.» وفي يوليو 2018 اعترضت وحدة شرطة في ولاية كارولاينا الجنوبية على تضمين هذا الكتاب وكتب مماثلة مثل كتاب بريندان كيلي وجايسون رينولدز «جميع الفتية الأمريكان» في قائمة القراءة الصيفية لطلبة الصف التاسع في مدرسة واندو الثانوية. وقال ممثل للوحدة واصفًا تضمين هذه الكتب بأنه كـ «دعوتهم لعدم الوثوق بالشرطة» وأكد بـ«إننا يجب أن نضع حدًا لذلك.»

## الجوائز
حاز الكتاب على تقدير جمعية المكتبات الأمريكية التي منحته جائزة ويليام سي. موريس لأفضل كتاب أول للكاتب لفئة المراهقين، وجائزة أوديسي لأفضل كتاب صوتي للأطفال، وجائزة كوريتّا سكوت كينج لأفضل رواية أطفال لكاتب أمريكي من أصل إفريقي، وجائزة مايكل ال. پرينتز لأفضل رواية للمراهقين. كما حازت الرواية على جائزة واترستونز الشاملة لكتب الأطفال وجائزة الإندي من الجمعية الأمريكية لباعة الكتب لأفضل رواية لليافعين. إضافة إلى ذلك، ترشحت لجائزة دوستشر... في فئة كتب اليافعين، ووردت الرواية في القائمة المطولة في جائزة الكتب الوطنية لأدب اليافعين. 

## الفيلم
اشترت فوكس 2000 حقوق الفيلم المبني على الرواية في شهر مارس عام 2016 بعد المزايدة على حقوق الكتاب بفترة وجيزة. وارتبط اسمي كل من جورج تيلمان الصغير وأماندلا ستنبرج بالمشروع الأول لإخراج الفيلم والثانية للتمثيل فيه. كما يمثل في الفيلم كل من إيسا راي وريجينا هول ورَسَل هورنزبي وألجي سميث وكي جي أپا ولامار جونسون وكومون وسابرينا كارپنتر. والفيلم مبني على نص سينيمائي كتبته أودري ويلز. سيعرض الفيلم في نطاق محدود بتاريخ 5-10-2018 ونطاق واسع في 19-10-2018. 